# 王鎖成
王锁成，男，1965年5月生，陕西宝鸡人，中共黨員，中國大陸政治，軍事人物，中國人民解放军少將，曾在多個解放軍陸軍集團軍服役
歷任南部战区陆军第42集团军副军长、第75集团军副军长、第47集团军某装甲旅旅长。 2017年8月，升任少將    